# Клепш, Эгон
Э́гон Клепш (нем. Egon Klepsch; 30 января 1930, Боденбах, Чехословацкая Республика — 18 сентября 2010, Кобленц, Германия) — немецкий политический деятель, председатель Европарламента (1992—1994).

## Биография
В 1954 г. защитил докторскую диссертацию на тему русской политики Густава Штреземана. В 1959—1965 гг. — преподаватель международных отношений работал в научно-исследовательском подразделении бундесвера.
В 1963—1969 гг. — президент Молодёжного союза.
В 1965—1980 гг. — депутат бундестага от ХДС,
в 1973—1994 гг. — депутат Европарламента, в 1997—1982 и в 1984—1992 гг. — руководитель фракции европейской народной партии.
В 1992—1994 гг. — председатель Европарламента.
В 1994 г. добровольно ушел в отставку и стал консультантом страховой компании Deutsche Vermögensberatung.
В 1989—1997 гг. — президент крупнейшей немецкой организации в поддержку евроинтеграции Europa-Union Deutschland. С 1997 г. — её почётный президент.